# Podhrázský mlýn (Bezděkov)
Podhrázský mlýn (Fryčův) v Bezděkově v okrese Klatovy je zaniklý vodní mlýn, jehož ruiny stojí při polní cestě do Poborovic na bezejmenném potoce, který nedaleko od mlýna ústí do Úhlavy. V letech 1958–2011 byl chráněn jako nemovitá kulturní památka České republiky.

## Historie
Mlýn je zakreslen na mapě I. vojenského mapování (josefského) z let 1764–1768 východně pod hrází již zaniklého Mlýnského rybníka.

## Popis
Areál mlýna tvořil komplex budov seskupených kolem čtvercového dvora - na severozápadní straně obytný dům s mlýnicí, na východní straně hospodářský trakt a na jižní straně obdélná stodola. Obytné stavení s mlýnicí bylo ze smíšeného zdiva, hospodářské objekty převážně z lomového kamene.
Obytná jednopatrová budova na obdélném půdorysu byla krytá mansardovou střechou. Na jejím bočním dvorním průčelí se ve středové ose nacházel prostý vchod. Prostor za vchodem měl trámový strop, za ním byla místnost s valenou klenbou s lunetami a schody do patra. V zadní jižní části budovy se nacházela mlýnice, která měla v patře rovné stropy.
Tato budova byla s hospodářským traktem spojena vstupní branou se širokým polokruhovým vjezdem, který měl po stranách drobné niky a nad obloukem téměř v celé šíři brány posazenou nízkou atiku.
Voda ke mlýnu byla vedena od jihu náhonem na mohutném náspu, který ústil na betonové vantroky a dvojici kol na svrchní vodu.